# Кубок ярмарок
Кубок ярмарок — европейский международный турнир по футболу среди клубных команд, проводившийся с 1955 по 1971 год. Появился 18 апреля 1955 года, когда в местечке Райнфельден около Базеля был организован футбольный турнир, в котором принимали участие сборные команды из городов Европы, где регулярно проходили международные ярмарки. В первых розыгрышах действовал принцип один город — одна команда. После 1968 года к участию стали приглашаться команды, занявшие призовые места в своих чемпионатах. В 1971 году он был сменён Кубком УЕФА. Кубок ярмарок является предшественником Кубка УЕФА, но официальным турниром под эгидой УЕФА на сегодняшний день не признан.

## История

### Испанская эра
Первый розыгрыш Кубка ярмарок, чтобы избежать конфликтов с национальными чемпионатами, растянулся на 3 года и проходил с 1955 по 1958 год. В турнире участвовало десять команд, представляющих города Базель, Бирмингем, Копенгаген, Франкфурт-на-Майне, Вена, Кёльн, Лозанна, Лейпциг, Лондон, Милан и Загреб. Между ними было сыграно 23 матча. Первый турнир включал в себя групповой этап, часть городов была представлена не клубами, а сборными городов. Разность этих подходов ярко проявилась в составах финалистов — в то время, как в сборную Лондона входили игроки 11 (в финальных матчах - 8) клубов, их соперник «Барселона» была усилена только одним игроком из «Эспаньола». После ничьей 2:2 на Стэмфорд Бридж «Барселона» убедительно победила в ответном матче на Камп Ноу 6:0. Второй розыгрыш проходил с 1958 по 1960 год. На этот раз групповой этап был отменён в пользу турнира на выбывание, число команд увеличилось до шестнадцати и было разрешено участие клубных команд. «Барселона» удержала Кубок, выиграв турнир без единого поражения, а в финале обыграла со счётом 4:1 по сумме двух матчей английский «Бирмингем Сити». "Барселона" в этом же сезоне играла в Кубке европейских чемпионов, где проиграла в полуфинале мадридскому «Реалу» по сумме двух встреч 2-6.
Третий турнир был целиком сыгран за один сезон 1960/61, как и все последующие. В этом сезоне так же отличилась «Барселона», участвовавшая сразу в двух еврокубках - в Кубке ярмарок и в Кубке европейских чемпионов. На заре еврокубков эти турниры были конкурентами со слабой или отсутствующей координацией между организаторами. Однако Кубок европейских чемпионов быстро завоевал звание главного клубного турнира, во многом за счёт участия победителей национальных чемпионатов и розыгрыша каждого турнира за один сезон. «Барселона» потерпела поражение в обоих еврокубках. В четвертьфинале Кубка ярмарок клуб уступил по сумме двух матчей 6:7 Хиберниану из Эдинбурга (Шотландия), а в Кубке Европейских чемпионов проиграл финал португальской «Бенфике», уступив в швейцарском Берне 2-3. «Роме» понадобилось три матча, чтобы победить «Хиберниан» в полуфинале. «Бирмингем Сити» второй раз достиг финала, но вновь проиграл. После ничьей 2:2 дома, они проиграли римлянам 0:2 на выезде.
В сезоне 1961/62 правила разрешили участие трёх команд от каждой страны. Правило один город — одна команда было временно отменено и города Эдинбург, Милан и Барселона выставили по две команды. Первый был представлен клубами «Хиберниан» и «Харт оф Мидлотиан», от второго выступали «Интер» и «Милан», из последнего приехали «Барселона» и «Эспаньол». В результате новых правил началась эра испанцев. К «Барселоне» регулярно присоединялись «Валенсия» и «Реал Сарагоса». Эти три клуба выиграли шесть кубков в период с 1958 по 1966 год. Кубок ярмарок также видел три испанских финала в 1962, 1964 и 1966 годах. В финале 1962 года «Валенсия» победила «Барселону» по сумме двух матчей со счётом 7:3, в финале 1963 она защитила свой титул, победив «Динамо» (Загреб) по сумме двух матчей со счётом 4:1. Она также попала в финал 1964 года, но проиграла со счётом 2:1 «Реалу» Сарагоса в единственном матче на Камп Ноу.
В турнире 1965 года участвовали 48 команд, доказав повышающийся статус Кубка ярмарок. В этом розыгрыше был второй финал без участия испанских клубов. Венгерский «Ференцварош» обыграл «Ювентус» в очередном одноматчевом финале. Турнир 1966 года принёс много неожиданностей. «Челси» выбил «Рому», а «Лидс Юнайтед» обыграл «Валенсию», заканчивавшую матч без трёх игроков. «Лидс Юнайтед» уступил в полуфинале «Реалу» Сарагоса. В финале «Барселона» по сумме двух матчей обыграла «Реал» Сарагоса.

### Английская эра
Турнир 1967 проявил выход на первые роли английских клубов, а Лидс Юнайтед вышел в финал. Хотя они и проиграли Динамо (Загреб), но достигли своего в следующем сезоне, победив Ференцварош и став первым английским клубом, выигравшим турнир. Последующие победы Ньюкасл Юнайтед и Арсенал (Лондон), а также вторая победа Лидс Юнайтед и в результате — английские клубы выиграли последние четыре Кубка ярмарок. В последнем финале Лидс Юнайтед одержал победу над Ювентусом, забив больше мячей на чужом поле.

### Кубок УЕФА
К 1971 году стало очевидно, что соревнование вышло за рамки «ярмарочного» турнира и УЕФА взял на себя полномочия по проведению розыгрыша, переименовав его в Кубок УЕФА, заменив приз и изменив правила отбора участников. В завершение Кубка ярмарок УЕФА разыграла его приз между его последним обладателем (Лидс Юнайтед) и трёхкратным обладателем Кубка (Барселона). "Барселона", победив со счётом 2:1, завоевала право вечного обладания Кубком.
Изменения в правилах поначалу не коснулись принципа один город — одна команда, плохо влиявшего на английских участников сезона 1969-70, когда Ливерпуль (2 место в английском чемпионате), Арсенал (4 место), Саутгемптон (7 место) и Ньюкасл Юнайтед (9 место) попали в число участников турнира, а Эвертон (3 место), Челси (5 место), Тоттенхэм Хотспур (6 место) и Вест Хэм Юнайтед (8 место) оказались за бортом. Правило было отменено только в 1976 году, когда Эвертон, занявший 4 место, не попал в число участников из-за Ливерпуля, занявшего 2 место. Их протест привёл к отмене анахронизма.

## Финалы
| Сезон           | Хозяева                                                                                   | Счёт     | Гости            | Стадион                             |
| --------------- | ----------------------------------------------------------------------------------------- | -------- | ---------------- | ----------------------------------- |
| 1955/58 Обзор   | Сборная Лондона                                                                           | 2:2      | Барселона        | Стэмфорд Бридж, Лондон              |
| 1955/58 Обзор   | Барселона                                                                                 | 6:0      | Сборная Лондона  | Камп Ноу, Барселона                 |
| 1955/58 Обзор   | Барселона победила по сумме двух матчей (8-2).                                            |          |                  |                                     |
| 1958/60 Обзор   | Бирмингем Сити                                                                            | 0:0      | Барселона        | Сент-Эндрюс, Бирмингем              |
| 1958/60 Обзор   | Барселона                                                                                 | 4:1      | Бирмингем Сити   | Камп Ноу, Барселона                 |
| 1958/60 Обзор   | Барселона победила по сумме двух матчей (4-1).                                            |          |                  |                                     |
| 1960/61 Обзор   | Бирмингем Сити                                                                            | 2:2      | Рома             | Сент-Эндрюс, Бирмингем              |
| 1960/61 Обзор   | Рома                                                                                      | 2:0      | Бирмингем Сити   | Олимпийский стадион, Рим            |
| 1960/61 Обзор   | Рома победила по сумме двух матчей (4-2).                                                 |          |                  |                                     |
| 1961/62 Обзор   | Валенсия                                                                                  | 6:2      | Барселона        | Месталья, Валенсия                  |
| 1961/62 Обзор   | Барселона                                                                                 | 1:1      | Валенсия         | Камп Ноу, Барселона                 |
| 1961/62 Обзор   | Валенсия победила по сумме двух матчей (7-3).                                             |          |                  |                                     |
| 1962/63 Обзор   | Динамо (Загреб)                                                                           | 1:2      | Валенсия         | Максимир, Загреб                    |
| 1962/63 Обзор   | Валенсия                                                                                  | 2:0      | Динамо (Загреб)  | Месталья, Валенсия                  |
| 1962/63 Обзор   | Валенсия победила по сумме двух матчей (4-1).                                             |          |                  |                                     |
| 1963/64 Обзор   | Реал Сарагоса                                                                             | 2:1      | Валенсия         | Камп Ноу, Барселона                 |
| 1963/64 Обзор   | Финал состоял из одного матча                                                             |          |                  | Камп Ноу, Барселона                 |
| 1964/65 Обзор   | Ювентус                                                                                   | 0:1      | Ференцварош      | Олимпийский стадион, Турин          |
| 1964/65 Обзор   | Финал состоял из одного матча                                                             |          |                  | Олимпийский стадион, Турин          |
| 1965/66 Обзор   | Барселона                                                                                 | 0:1      | Реал Сарагоса    | Камп Ноу, Барселона                 |
| 1965/66 Обзор   | Реал Сарагоса                                                                             | 2:4 д.в. | Барселона        | La Romareda, Сарагоса               |
| 1965/66 Обзор   | Барселона победила по сумме двух матчей (4-3).                                            |          |                  |                                     |
| 1966/67 Обзор   | Динамо (Загреб)                                                                           | 2:0      | Лидс Юнайтед     | Максимир, Загреб                    |
| 1966/67 Обзор   | Лидс Юнайтед                                                                              | 0:0      | Динамо (Загреб)  | Элланд Роуд, Лидс                   |
| 1966/67 Обзор   | Динамо (Загреб) победило по сумме двух матчей (2-0).                                      |          |                  |                                     |
| 1967/68 Обзор   | Лидс Юнайтед                                                                              | 1:0      | Ференцварош      | Элланд Роуд, Лидс                   |
| 1967/68 Обзор   | Ференцварош                                                                               | 0:0      | Лидс Юнайтед     | Непштадион, Будапешт                |
| 1967/68 Обзор   | Лидс Юнайтед победил по сумме двух матчей (1-0).                                          |          |                  |                                     |
| 1968/69 Обзор   | Ньюкасл Юнайтед                                                                           | 3:0      | Уйпешт           | Сент-Джеймс Парк, Ньюкасл-апон-Тайн |
| 1968/69 Обзор   | Уйпешт                                                                                    | 2:3      | Ньюкасл Юнайтед  | Megyeri uti Stadium, Будапешт       |
| 1968/69 Обзор   | Ньюкасл Юнайтед победил по сумме двух матчей (6-2).                                       |          |                  |                                     |
| 1969/70 Обзор   | Андерлехт                                                                                 | 3:1      | Арсенал (Лондон) | Констант Ванден Сток, Брюссель      |
| 1969/70 Обзор   | Арсенал (Лондон)                                                                          | 3:0      | Андерлехт        | Хайбери, Лондон                     |
| 1969/70 Обзор   | Арсенал (Лондон) победил по сумме двух матчей (4-3).                                      |          |                  |                                     |
| 1970/71 Обзор   | Ювентус                                                                                   | 2:2      | Лидс Юнайтед     | Олимпийский стадион, Турин          |
| 1970/71 Обзор   | Лидс Юнайтед                                                                              | 1:1      | Ювентус          | Элланд Роуд, Лидс                   |
| 1970/71 Обзор   | По сумме двух матчей ничья (3-3), Лидс Юнайтед победил, забив больше мячей на чужом поле. |          |                  |                                     |
| 1971 Суперфинал | Барселона                                                                                 | 2:1      | Лидс Юнайтед     | Камп Ноу, Барселона                 |
| 1971 Суперфинал | Суперфинал состоял из одного матча.                                                       |          |                  | Камп Ноу, Барселона                 |

д.в. — в дополнительное время

## Победители и финалисты

### По клубам
| Клуб              | Победы в финале | Поражения в финале | Годы побед                | Годы поражений   |
| ----------------- | --------------- | ------------------ | ------------------------- | ---------------- |
| «Барселона»       | 4               | 1                  | 1955/58, 1958/60, 1965/66 | 1961/62          |
| «Лидс Юнайтед»    | 2               | 2                  | 1967/68, 1970/71          | 1966/67          |
| «Валенсия»        | 2               | 1                  | 1961/62, 1962/63          | 1963/64          |
| «Реал Сарагоса»   | 1               | 1                  | 1963/64                   | 1965/66          |
| «Динамо (Загреб)» | 1               | 1                  | 1966/67                   | 1962/63          |
| «Ференцварош»     | 1               | 1                  | 1964/65                   | 1967/68          |
| «Рома»            | 1               | 0                  | 1960/61                   |                  |
| «Ньюкасл Юнайтед» | 1               | 0                  | 1968/69                   |                  |
| «Арсенал»         | 1               | 0                  | 1969/70                   |                  |
| «Бирмингем Сити»  | 0               | 2                  |                           | 1958/60, 1960/61 |
| «Ювентус»         | 0               | 2                  |                           | 1964/65, 1970/71 |
| Сборная Лондона   | 0               | 1                  |                           | 1955/58          |
| «Уйпешт»          | 0               | 1                  |                           | 1968/69          |
| «Андерлехт»       | 0               | 1                  |                           | 1969/70          |

### По странам
| Страна    | Победы | Финалы |
| --------- | ------ | ------ |
| Испания   | 7      | 3      |
| Англия    | 4      | 5      |
| Венгрия   | 1      | 2      |
| Италия    | 1      | 3      |
| Югославия | 1      | 1      |
| Бельгия   | 0      | 1      |